# 中野区中国人留学生殺害事件
中野区中国人留学生殺害事件（なかのくちゅうごくじんりゅうがくせいさつがいじけん）は、東京都中野区で2016年（平成28年）11月3日未明に発生した殺人事件。中国人留学生の女性が自宅アパートで中国籍の男に刺殺された事件である。

## 概要
事件当日の夜、被害者（法政大学大学院生で中国籍の女性、当時24歳）は中野駅の近くにとどまり、同居する友人（大学院生で中国籍の女性）と自宅アパートへ一緒に帰るのを待っていた。そして2人がアパートの1階に着くと、被害者は友人に「手紙をもらうから、先に家に帰って」と言ったため、友人はアパート2階の自宅へ帰った。しばらくしてから被害者もアパート2階へ上がると、早くから待ち伏せしていた中国籍の男から、所持していたナイフで複数回刺され殺害された。加害者は同居女性の元恋人であった。同居女性やアパートの他の住人が奇妙な音を聞いた後、室内から警察に通報した。
事件の数日後、詳細についての報道がまだ不十分な頃、被害者の母は「加害者が殺そうとしたのは同居女性（加害者の元恋人）だったが、誤って被害者を殺した」と主張した。犯人が定かでないうちに、被害者の母親は同居女性に犯人の情報を教えるよう強く求める一方、「娘を殺害した犯人の元恋人（同居女性）は私を避けていた」と公に話した。さらに「親友を庇い殺された」「親友が被害者をドアの外に閉じ込めた」「同居女性が加害者に刃物を渡した」「親友が殺人事件後に楽しく食事をしていた」などの誹謗中傷が新浪微博に出回り、中国においても国民の強い関心を集めていた。
被害者と加害者の間にはトラブルがあったが、殺害の動機は被害者の母親には隠されていた。一方、同居女性は2022年前まで事件の動機を知らされていなかった。被害者の母は加害者を非難して「国内外の大衆に向けて署名活動を行い、日本の司法に犯人への死刑求刑を望む」と述べた。
事件発生翌年の2017年11月、中国のインタビュー番組『局面』で、被害者の母および同居女性の声明が発表され、中国国内の世論に新たな関心を集めた。
その翌月の2017年12月、東京地方裁判所は加害者の男に対し、殺人罪で検察の求刑通りの懲役20年の判決を下した。この裁判には同居女性も証人として出廷した。